# Sverkersgården
Sverkersgården är en ruin efter kryptkyrka i Alvastra belägen längst österut på den tidigmedeltida kyrkogården i närheten av Alvastra klosterruin och norr om Sverkerskapellet i Ödeshögs kommun, Östergötlands län. 
Vid uppförandet av klostrets östra länga har man kunnat hämta sten från Sverkersgården, som är uppkallad efter Sverker den äldre som mördades i området 1156. En tolkning är att Sverkersgården utgörs av rester från ett mindre benediktinerkloster. För det talar förekomsten av en krypta. Om kryptan i Lunds domkyrka varit förebild är Sverkersgården yngre än 1123 då domkyrkokryptan invigdes. 
Byggnadslämningen består huvudsakligen av en ruin under markytan till vilken två trappor i väster löper ned. Kryptan har en absidnisch i öster och fyra pelarfundament, varav tre utgörs av återanvända hällar från eskilstunakistor. 
Arkeologen Otto Frödin fann här vid utgrävningar under 1910-talet en bit av ett spiralvridet skaft till en liten sandstenskolonett. Spiralvridna kolonetter tycks ha funnits både i Sverkersgården och i Heda kyrka vilket har tolkats som att samma byggnadshytta varit verksam vid uppförandet alternativt att ljudkolonetten i Heda hämtats från den övergivna Sverkersgården. Förebilder finns i Lunds domkyrka.
En parallell till Sverkersgårdens mycket stora tidigkristna begravningsplats finns vid Varnhems kloster i Västergötland.

## Fotnoter
1. ↑  Ann Catherine Bonnier (2012) "Cistercienserna och det aristokratiska landskapet", i Lars Ersgård (red.) Munkar och magnater vid Vättern. Studier från forskningsprojektet "Det medeltida Alvastra", Lund Studies in Historical Archaelogy 15, sid. 103-104
2. ↑  Ann Catherine Bonnier (2012) "Cistercienserna och det aristokratiska landskapet", i Lars Ersgård (red.) Munkar och magnater vid Vättern. Studier från forskningsprojektet "Det medeltida Alvastra", Lund Studies in Historical Archaelogy 15, sid. 104
3. ↑  Ann Catherine Bonnier (2012) "Cistercienserna och det aristokratiska landskapet", i Lars Ersgård (red.) Munkar och magnater vid Vättern. Studier från forskningsprojektet "Det medeltida Alvastra", Lund Studies in Historical Archaelogy 15, sid. 104-105
4. ↑  Clas Tollin (2012) "Ägodomäner och sockenbildning i västra Östergötland. En rumslig studie om kyrkliga upptagningsområden och ägarförhållanden vid tiden för Alvastra klosters grundande", i Lars Ersgård (red.) Munkar och magnater vid Vättern. Studier från forskningsprojektet "Det medeltida Alvastra", Lund Studies in Historical Archaelogy 15, sid. 310-313